# Ànec d'Eaton
L'ànec d'Eaton (Anas eatoni) és el nom científic d'un ocell de la família dels anàtids (Anatidae) que habita llacs, estanys i aiguamolls de les illes Crozet i Kerguelen, a l'oceà Índic.